# Ammapettai (Thanjavur)
Ammapettai es una ciudad y nagar Panchayat situada en el distrito de Thanjavur en el estado de Tamil Nadu (India). Su población es de 14572 habitantes (2011). Se encuentra a 24 km de Thanjavur.

## Demografía
Según el censo de 2011 la población de Ammapettai era de 14572 habitantes, de los cuales 7104 eran hombres y 7468 eran mujeres. Ammapettai tiene una tasa media de alfabetización del 84,53%, superior a la media estatal del 80,09%: la alfabetización masculina es del 89,04%, y la alfabetización femenina del 80,28%.